# Arcádio de Antioquia
Arcádio de Antioquia (em latim: Arcadius, em grego:  Ἀρκάδιος) foi um gramático grego, que floresceu no século II. De acordo com a Suda, ele escreveu tratados sobre ortografia e sintaxe, e um onomasticon (vocabulário), descrito como "uma produção maravilhosa".
Um resumo da grande obra de Élio Herodiano sobre prosódia, em vinte livros, erroneamente atribuído a Arcádio, é provavelmente o trabalho de Teodósio ou do gramático chamado Aristodemo. Este epítome (Περὶ Τόνων) inclui apenas dezenove livros do trabalho original; o vigésimo é o trabalho de um falsificador do século XVI. Embora pobre e descuidadamente montado, é valioso, uma vez que preserva a ordem do original e, portanto, oferece uma base confiável para a sua reconstrução.